# Ельцовка (Троицкий район)
Ельцо́вка — село в Троицком районе Алтайского края в составе Хайрюзовского сельсовета.

## География
Расположено в 110 км к юго-востоку от Барнаула на реке Ельцовка, высота над уровнем моря 298 м. Ближайший населённый пункт — Новоеловка, примерно в 7 км к западу.
Главная улица села находится в низменности, на берегу реки Ельцовка, которая протекает через всё село; остальная часть — на равнинах.

## История
Основано в 1627 г. В 1928 году состояло из 355 хозяйств, основное население — русские. В административном отношении являлось центром Ельцовского сельсовета Больше-Реченского района Бийского округа Сибирского края.

## Население
| 1926 | 1997 | 1998 | 1999 | 2000 | 2001 |
| ---- | ---- | ---- | ---- | ---- | ---- |
| 1904 | ↘798 | ↗811 | ↘810 | ↘809 | ↗832 |
| 2002 | 2003 | 2004 | 2005 | 2006 | 2007 |
| ↘802 | ↘727 | ↗740 | ↘738 | ↘703 | ↘693 |
| 2008 | 2009 | 2010 | 2011 | 2012 | 2013 |
| ↘675 | ↘644 | ↗662 | ↘660 | ↘648 | ↘646 |

Национальный состав
Согласно результатам переписи 2002 года, в национальной структуре населения русские составляли 93 %.

## Инфраструктура
В селе действуют Ельцовская СОШ, почтовое отделение, СДК, детский сад «Ягодка». Работают несколько крестьянских фермерских хозяйств и кооперативов

## Улицы
В селе четыре улицы:
- улица Ленина (центральная, самая населённая)
- улица Молодёжная (на возвышенности)
- улица Заречная (на противоположном берегу реки Ельцовка, самая малонаселённая)
- улица Комсомольская.